# أصدقاء من كندا
أصدقاء من كندا هو فيلم تلفزي مغربي من إخراج محمد كغاط سنة 2004، وبطولة كل من رشيد الوالي، حنان الإبراهيمي، محمد طالب، الهاشمي بن عمرو، عبد الكبير الركاكنة، هشام الإبراهيمي، يوسف الجندي.

## القصة
يتحدث الفيلم عن «عادل» و«سناء» وهما شابان مغربيان يتابعان دراستهما في كندا، يعيشان قصة حب تجعلهما يعجلان بالعودة لأرض الوطن من أجل الزواج، إلا أن أسرة سناء الميسورة لا توافق على هذه العلاقة التي تعتبرها متسرعة بعض الشيء، وخصوصاً أن الخطيب ينحدر من وسط فقير، لكن مع ذلك يتم الزواج. تتحمل أسرة سناء جميع مصاريف حفل الزواج، وبعد العرس يعود عادل إلى كندا لقرب انتهاء صلاحية تأشيرته، في حين تبقى سناء مع صديقتها الكندية «لويز» التي حضرت حفل الزفاف على أن تلتحق سناء بزوجها بعد أسبوع. ويوم سفر سناء ولويز من مطار الدار البيضاء يعثر رجال الجمارك داخل أمتعتهما على أشرطة فيديو الزفاف محشوة بالكوكايين. فتتجه أصابع الاتهام مباشرة إلى لويز التي تتم تبرئتها من قبل سناء، في حين تعجز هي نفسها عن شرح مصدر الكوكايين الموجود داخل أمتعتها، لكن التهم كانت واضحة وفي ضوء هذه القضية، يركز المفتش «شكري» بحثه وتقصيه عن مصدر الكوكايين الذي يبدو أنه من أحد المراكب الكولومبية التي أفرغت حمولتها في عرض البحر بسبب عطب تعرضت له داخل المياه الإقليمية المغربية تحديداً.
هكذا يقود المفتش شكري عملية تحرٍ دقيقة حتى يصل إلى نتائج مفاجئة.